# Roederiodes malickyi
Roederiodes malickyi är en tvåvingeart som beskrevs av Wagner 1981. Roederiodes malickyi ingår i släktet Roederiodes och familjen dansflugor. Inga underarter finns listade i Catalogue of Life.